# Fiorentina (torrente)
Il Fiorentina è un torrente dell'Agordino.
Nasce a nord del massiccio del Pelmo e attraversa l'omonima valle fino alla confluenza nel Cordevole a Caprile.
Il principale affluente è il rio Codalunga.